# شورش ۱۹۴۳ بارزانی
قیام کردها در عراق در ۱۹۴۳، یا شورش ملا مصطفی بارزانی در سال‌های ۱۹۴۵–۱۹۴۳ یک قیام ملی‌گرایانهٔ کردی در پادشاهی عراق در سال‌های جنگ جهانی دوم بود. این قیام توسط ملا مصطفی بارزانی رهبری شده و چندی بعد برادر بزرگ‌تر وی احمد بارزانی نیز که رهبر قیام پیشین کردهای عراق بود بدان پیوست. این قیام در سال ۱۹۴۳ آغاز شد و در نهایت با حملهٔ نیروهای حکومت مرکزی عراق و نیز گریختن چند ایل کرد، در اواخر سال ۱۹۴۵ به پایان رسید. در نتیجه این قیام بارزانی‌ها به همراه شمار زیادی از نیروهایشان به سوی کردستان ایران عقب‌نشینی کرده و به جمع کردهای ایران که جمهوری مهاباد را تأسیس کرده‌بودند پیوستند.

## پس‌زمینه
احمد بارزانی نخستین قیام از حرکات ملا مصطفی بارزانی و سومین خیزش ملی‌گرایانهٔ کردی در عراق مدرن بود. این قیام در سال ۱۹۳۱ و پس از آن آغاز شد که احمد بارزانی، یکی از برجسته‌ترین رهبران کرد در جنوب کردستان در متحد ساختن شماری از ایلات دیگر کرد موفقیتی به دست آورد. احمد بارزانی از شماری از رهبران کرد که داوطلب مبارزه بودند و از آن جمله برادر کوچکترش مصطفی بارزانی که در جریان همین قیام به فرماندهی خوش‌نام تبدیل شده‌بود، استفاده کرد. نیروهای بارزان در نهایت در برابر نیروهای ارتش عراق که از سوی نیروهای بریتانیا نیز پشتیبانی می‌شدند شکست خورده و رهبران بارزان مجبور شدند به فعالیت مخفیانه روی بیاورند.
پس از رویدادهای ۱۹۳۱، ملا مصطفی بار دیگر به احمد بارزانی پیوست، اما در ۱۹۳۳ حکومت عراق دو برادر را دستگیر کرده و به موصل تبعید کرد. بارزانی‌ها در سال‌های دههٔ ۱۹۳۰ و ۱۹۴۰ به شهرهای مختلف عراق و از آن جمله موصل، بغداد، ناصریه، کفری، آلتون کوپری و در نهایت سلیمانیه تبعید شدند. در ضمن، باقی‌ماندهٔ نیروهای مبارز ایلی بارزانی در منطقهٔ بارزان نیز با فشار پیوسته برای بازداشت یا مرگ مواجه بودند.

## جنگ جهانی دوم و قیام کردها

### اشغالگری بریتانیا
همچنان که جنگ جهانی دوم آغاز شده و توجه ملت‌های جهان را به خود جلب کرده‌بود، بارزانی‌ها (احمد و مصطفی) و ایل‌شان هنوز منزوی و در تضاد با حکومت عراق باقی مانده‌بودند. اشغال عراق توسط بریتانیا در ۱۹۴۱ که احتمالاً برای اطمینان از انطباق عراق با متحدین انجام شد، به صورت غیرمستقیم به پیوستگی دوبارهٔ مصطفی بارزانی و طرفدارانش منجر می‌شد و دوباره برای اقتدار عراق به چالشی بدل می‌شد. در ۱۹۴۳ با حادتر شدن درگیری‌هاُ عراق و بریتانیا اندکی نسبت به مسئلهٔ کرد توجه نشان دادند نیز روش‌های دفاعی آن‌ها منجر به این شد که مصطفی بارزانی برای بازگشت به منطقهٔ بارزان نقشه بکشد. عزم بارزانی‌ها برای بازگشت به طرزی جدی اقتصادی بود و نه ناسیونالیستی، و نه همچنین از روی تمایل به ضدیت با احساسات ضد بریتانیایی در کردستان؛ اگرچه بارزانی تماس‌هایی را با حلقه‌های ملی‌گرایی کردی در سلیمانیه که به وی برای فرار کمک کرده‌بودند برقرار کرده‌بود.

### نخستین مرحلهٔ قیام
ملا مصطفی پس از کسب اجازه از شیخ احمد بارزانی، به همراه دو تن از یاران نزدیکش از سلیمانیه گریخت و به ایران رفت. وی در شهر اشنویه در ایران با افرادی از ایل بارزان که در این شهر اسکان داده شده‌بودند متحد شد و راه بازگشت به بارزان را در پیش گرفت. ملا مصطفی به محض بازگشت فوراً مورد توجه هوادارانش، رؤسای ایلات همسایه، کارکنان حکومتی که مشتاق متحد شدن با وی بودند و نیز اعضای جنبش ملی کردستان قرار گرفت. گروه اخیر شامل میر حاج احمد و مصطفی خوشناو افسران کرد ارتش عراق و اعضای جنبش ملی‌گرایانهٔ کردی زیرزمینی هیوا می‌شد.
ملا مصطفی به محض بازگشت به منطقهٔ بارزان نیرویی را برای به چالش کشاندن اقتدار عراق در منطقه ایجاد کرد. تنها در عرض دو هفته نزدیک به ۷۵۰ نفر تن جمع شد و عملیات‌های کوچکی را مانند هجوم به ایستگاه‌های پلیس و پست‌های مرزی آغاز کرد. این یورهای اولیه سازماندهی نظامی روبه‌رشد نیروهای بارزانی را نشان داد. اگرچه این حرکت‌ها هنوز قبیله‌ای بود، اما ثبت نام برای نیروهای بارزانی ظرف چند ماه به ۲ هزار تن رسید که کردهای محلی شامل کسانی که ارتش عراق را ترک کرده‌بودند را نیز در بر می‌گرفت. بارزانی برای سازمان دادن این نیروی در حال رشد، گروه‌های جنگی متشکل ۱۵ تا ۳۰ نفره ایجاد کرد؛ محمد امید میرخان، مامند مامش و صالح کانیا لنجی را به عنوان فرمانده منصوب کرد و قوانین سختگیرانهٔ رفتار سربازی را بدان‌ها القاء کرد.
در طول سال ۱۳۴۳، بارزانی و رزمندگانش ایستگاه‌های پلیس را تصرف می‌کردند و خودشان را دوباره با مهمات و تسلیحات ارتش مسلح می‌ساختند. سطوحی از فرماندهی ایجاد شد و بارزانی مرکز فرماندهی خود را در بیستری، روستایی در میانهٔ راه رواندوز و بارزان برقرار کرد. نیروهای بارزانی در نبرد قوره‌تو و نبرد مزنه پیروزی‌هایی به دست آوردند. در این نبردها نیروهای بارزانی موفق شدند واحدهای آموزش‌دیده، سازمان‌یافته و با تجهیزات ارتش عراق را شکست بدهند.

### دیپلماسی
بارزانی از حکومت عراق خودمختاری و نیز آزادی زندانیان کرد و از آن‌جمله شیخ احمد بارزانی را خواستار شد. اگرچه درخواست خودمختاری رد شد، اما حکومت عراق با بارزانی در اوایل دههٔ ۱۹۴۰ به مذاکره نشست. در نتیجهٔ این مذاکرات یخ احمد در اوایل سال ۱۹۴۴ آزاد شد. در نتیجهٔ به رسمیت شناخته دن از سوی عراق و نیز قدرت و نفوذ گستردهٔ بارزانی، میهن‌دوستان کرد حول وی جمع شده و وی را تکریم کرده و او را به عنوان راهنمای جنبش آزادیبخش کرد در سطح ملی معرفی کردند.
دیپلماسی میان مصطفی بارزانی و حکومت عراق به سبب وجود چندین هوادار کردها در درون حکومت، تا اندازه‌ای با توجهی مثبت آغاز شد. با این حال، پس از استعفای کابینهٔ عراق در ۱۹۴۴، تیم حاکمهٔ جدیدی روی کار آمد که چندان به آرمان کردها روی خوش نشان نمی‌داد. در نتیجه امتیازات پیشین ملغی شد و دیپلمات‌های حامی کردها از کار منفصل شدند و دور تازه‌ای از ستیز میان کردها و حکومت عراق آغاز شد.
مصطفی بارزانی که موقعیتش با سیاست‌های پیشین تقویت شده‌بود به درخواست‌هایش ادامه داد و به‌طور همزمان نیروهایش را برای انجام عملیات‌های نظامی بعدی آماده می‌کرد. وی که می‌دانست درگیری نزدیک است نیروهایش را به سه بخش تقسیم کرد: جبههٔ مرگور رواندوز به فرماندهی مصطفی خوشناو افسر سابق ارتش، جبههّ عمادیه به فرماندهی عزت عبدالعزیز و جبههٔ عقره به فرماندهی شیخ سلیمان بارزانی. تمام عناصر می‌بایست در برابر مصطفی بارزانی پاسخگو می‌بودند و او به صورت خودخوانده به ژنرال نیروهای انقلابی تبدیل شد. مصطفی بارزانی همچنین به توصیهٔ شیخ احمد بارزانی در اوایل ۱۹۴۵ حزب آزادی کرد یا رزگاری کرد را تأسیس کرد. رزگاری کرد کردها و در درجهٔ اول افسران کرد، کارکنان حکومت و حرفه‌ای‌ها را متحد کرده و خودمختاری یا استقلال را در درون عراق ایجاد کرده و سپس یگان‌های نظامی را برای دفاع از کردستان تشکیل داد.

### فاز دوم (۱۹۴۵)
یا وجود فرمان بارزانی به نیروهایش مبنی بر اینکه در آغاز جنگ پیش‌قدم نشوند، درگیری باز هم در ۱۹۴۵ در منطقهٔ مرگور از سر گرفته‌شد. این درگیری منجر به مرگ یکی از شخصیت‌های سرشناس کرد به نام ولی بگ و نیز چندین نفر از افسران پلیس عراق شد. در نتیجهٔ مرگ ولی بگ، تودهٔ مردم کرد بدون دخالت نیروهای مسلح کرد به ایستگاه‌های پلیس در مرگور و بارزان حمله کرده و به تصرف آن‌ها پرداختند. بارزانی که برای رسیدگی به یک دعوای قبیله‌ای در محل نبود، به سرعت بازگشت و فرمان شورش را صادر کرد. حکومت عراق برخلاف توصیهٔ بریتانیایی‌ها تلاش کرد تا منطقه را آرام کند و بدین منظور ضمن اعلام مواد قانون، دست به عملیات نظامی زد و از بارزانی خواست خود را تسلیم کند. در شرایطی که گزینهٔ دیپلماسی دیگر مطرح نبود، نیروهای عراقی یگان‌های ارتش را در منطقه مستقر کردند تا شورشیان مخالف را که در حال رشد نیز بودند، قلع و قمع کند.
مصطفی بارزانی به منظور تدارک برای درگیری، با شیخ احمد بارزانی به مشورت پرداخت تا تصمیم بگیرند که برای فرمان دادن به نیروها در برابر حملهٔ عراقی‌ها چه کسی مناسب‌تر است. بارزانی‌ها تصمیم گرفتند که خود مصطفی بارزانی باید نیروهای عقره را رهبری کند، اما جبههٔ مرگور-رواندوز می‌باید تحت فرماندهی محمد صدیق بارزانی (برادر دیگر شیخ احمد و ملا مصطفی) و نیز جبههٔ بالنده-عمادیه تحت فرماندهی حاجی طاها عمادی باشد و مسئولیت حومهٔ پادگان بلا و تدارک نیروهای جبههٔ عقره نیز به اسعد خوشاوی واگذار شد. نیروهای بارزانی با صدور فرمان در محل می‌توانستند در نبردهای اولیه تسلط ایجاد کنند. ارتش عراق در تلاش برای تصرف دامنهٔ شرقی کوهستان قلندر به سمت گالی علی بگ گرگه عقب نشانده‌شد. با وجود این پیروزی‌ها نیروهای بارزانی شکست‌های متعددی را نیز متحمل شدند، چنان‌که محمد صدیق بارزانی در این درگیری‌ها به سختی مجروح شد.
در ۴ سپتامبر ۱۹۴۵ حملات عراقی‌ها ادامه یافت، تا آنجا که یگان‌های ارت از عقره و رواندوز، و نیز یگان پلیس از عمادیه به سمت بارزان به راه افتادند. چند روز بعد در نبرد میدان مورک، مبارزان بارزانی بار دیگر علیه توپخانهٔ مکانیزهٔ عراق دست به حمله زدند. همچنانکه نبردها به مبارزهٔ تن به تن تبدیل می‌شد، ارتش عراق احتمالاً به دلیل فقدان فرمان و کنترل، مجبور شد موقتاً از منطقه عقب‌نشینی کند. هنگامی که نیروهای زمینی عراق در حال عقب نشستن بودند، حملهٔ هوایی درگرفت.
برخلاف پیروزی‌های اولیهٔ بارزانی، در پایان سپتامبر ۱۹۴۵ حکومت عراق با متقاعد کردن ایلات کرد به مخالفت با بارزانی و همکاری در سرکوب شورش، روند درگیری را تغییر داد. این مبارزان ایلیاتی، شامل ایل‌های زیباری، برواری و دوسکی و نیز عناصری از مهاجرین، که به چند تن از پسران سید طاها شمذینانی وفادار بودند، به بارزانی و نیروهایش هجوم آوردند و سنگرهای دفاعی آن‌ها را تخریب کرده و جلوی حملات بعدی آن‌ها به نیروهای عراقی در منطقه را گرفتند. این حملات خیانت‌آمیز، با تصرف بارزان از سوی نیروهای عراقی در ۷ اکتبر همراه شد و بارزانی را واداشت تا به نیروهای فرمان بدهد تا از منطقه عقب‌نشینی کرده و به کردستان ایران تغییر مکان بدهند. در آنجا خانوادهٔ بارزانی و هوادارانشان در شهرهای مختلفی در منطقهٔ مهاباد سکنا گزیدند و به عناصر ملی‌گرای کردی محلی پیوستند.

## فاز سوم (۱۹۷۴)
در سال ۱۹۷۳، پس از آنکه حزب بعث، حزب کمونیست عراق را به رسمیت شناخت، این دو حزب با هم ائتلاف کردند و بدین سان نیروهای حزب کمونیست آن کشور که قبلاً علیه دولت بعثی مبارزهٔ مسلحانه داشتند به اشارهٔ روس‌ها در کنار آن‌ها قرار گرفتند. سرانجام سال ۱۹۷۴ میلادی فرا رسید؛ دولت بعثی عراق با بهره‌گیری از چهار سال آرامش و فراغت کافی برای تجدید قوا و فروش فراوان نفت و حمایت بی‌دریغ روسها، قدرت کافی برای یکسره کردن کار کردها را در خود می‌دید؛ لذا به صراحت پی بهانه‌ای بود که دستاویز کند و بار دیگر آتش جنگ را برافروزد. بالاخره پس از نشست‌های بی‌نتیجه، ناگهان یک طرفه اعلام کرد که استانهای «کرکوک»، «خانقین»، «سنجار»، و ناحیهٔ «شیخان» و چند منطقهٔ کردنشین دیگر، از این پس جز کردستان نیستند و معاهدهٔ یازدهم مارس ۱۹۷۰ شامل این مناطق نمی‌شود به این ترتیب بعثی‌ها با رسیدن مجدد به قدرت، پیمان‌شکنی و آتش‌افروزی را از سر گرفته و با اعلام عدم پذیرش این طرح از جانب ملامصطفی، کردستان از زمین و هوا زیر آتش بی‌امان ارتش عراق قرار گرفت.
در نخستین روزهای شروع این جنگ، ایران اعلام کرد که مرزهایش به روی کمکهای که سازمان‌های بین‌المللی مانند صلیب سرخ و امثال ان برای کردها می‌فرستند باز است و به نام احترام به حقوق بشر، خود نیز مقادیری خوراک و پوشاک و دارو برای آن‌ها فرستاد.
ارتش عراق در این جنگ سلاح‌های بسیار پیشرفته و مخرب در اختیار داشت و در مقابل پیشمرگان کرد فقط جنگ‌افزار سبک در اختیار داشتند. ادامهٔ جنگ با وجود ابراز رشادت بسیار پیشمرگان، موجب تضعیف و کاهش نیروی آنان شد و ناچار دست کمک به سوی ایران دراز کردند. سیاست ایران در این جنگ، به دست گرفتن سر رشتهٔ امور بود و به نحوی وارد معرکه شد که اندک اندک کلیهٔ امور مربوط به تدارکات و لجستیک جنگ توسط ارتش ایران انجام می‌گرفت و پس از چندی پیشمرگان در واقع فقط می‌جنگیدند و حتی مهمات مورد نیاز و جیرهٔ غذایی‌شان را ایران تأمین می‌کرد.
این جنگ به دلیل دخالت غیر مستقیم ایران، به نسبت جنگ‌های گذشته شدت و وسعت بیشتری داشت و اخبار آن در صدر گزارش‌های خبری بود. پس از گذشت چند ماه، خبرها از رشادت تحسین‌انگیز پیشمرگان و ضعف روحیهٔ سربازان عراقی حکایت داشتند و اکثر ناظران گذشت زمان را به زیان عراق می‌دانستند. در این گیر و دار و در شرایطی که پیش‌بینی می‌شد آتشی که بعثیان برانداخته بودند، خودشان را بسوزاند، شاه ایران با تغییر جهتی ناگهانی، به الجزایر رفت و با صدام حسین دیدار کرد و پس از مذاکراتی در پشت درهای بسته، این دو در روز ششم ماه مارس ۱۹۷۵ قراردادی را امضا کردند که در آن با وجه المصالحه قرار دادن کردها به قول خود به توافقی اصولی دست یافتند.
بعدها روشن شد که شاه و صدام در واقع صحنه گردان ماجرایی بودند که قدرت‌های بزرگ بر سر آن توافق داشتند و برابر آن نهضت بارزانی می‌بایست چنان سرکوب گردد که دیگر امکان عرض اندام نداشته باشد و اینکه چرا نهضت چهل ساله کردستان عراق به رهبری ملامصطفی بارزانی، با وجود فداکاری و رشادت‌های فراوان خود و یارانش، چنین ناکام ماند، مطلب فوق یکی از دلایل مهم آن است و ناگفته نباید گذاشت که عوامل بازدارنده و مخرب درونی از قبیل: خیانت برخی از سران، عدم رشد و آگاهی تودهٔ مردم، رسوخ فساد در دستگاه اداری و نظامی نهضت و به ویژه حزب پارت دموکرات و نیز ساده دلی و خوی عشایری شیخ ملا مصطفی و برخی مسائل دیگر بودند که راه را برای نفوذ دشمن باز کردند و نهضت را عقیم ساختند.
در هر حال پس از توافق الجزایر، ملا مصطفی که تازه عمق فاجعه را دریافته بود دانست که مقاومت و ادامهٔ جنگ جز مرگ و نابودی حاصلی ندارد. ناچار دستور به توقف جنگ را داد و همراه جمع زیادی از یارانش به ایران پناهنده شد و در عظیمیهٔ کرج مقیم گردید. او این اواخر به بیماری سرطان خون مبتلا گشت و سرانجام در ماه مارس سال ۱۹۷۹ میلادی «۱۳۵۷ ه‍. ش» بدرود حیات گفت.

## پی‌آمدها
جمهوری مهاباد به عنوان نقطه عطف جنبش ملی‌گرایانهٔ کرد شناخته‌شد. این دوران کوتاه هویت ملی، شکل‌گیری رسمی نیروی پیشمرگه را سبب شد و نقش مصطفی بارزانی را به عنوان قهرمان نظامی مردم کرد تقویت کرد. در خلال دوران زندگی کوتاه این دولت-ملت، ایدهٔ میهن کردی به واقعیت تبدیل شد. جمهوری مهاباد برای کردها تنها ۱۲ ماه، از دسامبر ۱۹۴۵ تا دسامبر ۱۹۴۶ به درازا انجامید.
به دنبال شکست دولت-ملت کردی در ایران، مصطفی بارزانی و یارانش بار دیگر به سوی عراق عقب‌نشینی کردند و در نهایت به اتحاد جماهیر شوروی سوسیالیستی پناهنده شدند. در دههٔ ۱۹۵۰ مصطفی بارزانی پروسهٔ صلح با حکومت عراق را آغاز کرد که به شکست انجامید و درگیری کردها و عراق مجدداً از سر گرفته شد و از سال ۱۹۶۱ به خشن‌ترین مرحله‌اش رسید.